# Mike Shanahan
Michael Edward Shanahan (Oak Park (Illinois); 24 de agosto de 1952), comúnmente llamado Mike Shanahan, es un entrenador en jefe estadounidense de fútbol americano. su última participación como entrenador en jefe la tuvo con Washington Redskins de la National Football League. Hasta 2008 fue entrenador de los Denver Broncos, a quienes llevó a dos victorias consecutivas de Super Bowl (Super Bowls de 1998 y 1999). Su hijo, Kyle Shanahan es el actual Head Coach de los San Francisco 49ers.

## Inicio de su carrera
Mike Shanahan jugó al fútbol americano desde la preparatoria, en la East Leyden High School, donde jugó como quarterback. Ostentaba el récord de yardas por tierra en un solo juego hasta 1976 cuando fue superado por Dennis Cascio — el récord actual fue establecido por Ricky Emery. Más tarde, Shanahan fue quarterback en la Universidad de Illinois Oriental en los años 1970 antes de recibir un fuerte golpe en una práctica que le reventó uno de sus riñones, poniéndolo al borde de la muerte.
Con su carrera como jugador abruptamente finalizada, Shanahan se inició como entrenador. Después de su graduación, trabajó como entrenador asistente en la Universidad del Norte de Arizona y la Universidad de Oklahoma. Después regresó a la universidad donde se graduó como coordinador ofensivo y ayudó a su escuela a ganar el Campeonato de Fútbol Americano de la División II. Shanahan también trabajó en la Universidad de Florida y la Universidad de Minnesota, dándole un giro a los estilos de ambas escuelas volviendo a sus equipos más ofensivos y enérgicos, antes de su llegada a la NFL.

## Carrera en la NFL
Shanahan se desempeñó como entrenador de mariscales de campo y más adelante como coordinador ofensivo de los Denver Broncos bajo la dirección de Dan Reeves en los 80s, y tuvo un breve periodo como el entrenador en jefe de Los Angeles Raiders entre 1988 y 1989, obteniendo un récord de 8-12 en menos de dos temporadas antes de que fuera despedido y regresara a los Broncos como asistente ofensivo de nuevo bajo el mando de Reeves. Shanahan pronto se encontró en medio de una disputa entre Reeves y el mariscal de campo John Elway, y fue despedido por Reeves.

### San Francisco 49ers
En 1992, Shanahan fue contratado como coordinador ofensivo en los San Francisco 49ers en la plantilla de George Seifert, logrando una victoria en el Super Bowl de la temporada de 1994. La ofensiva de los 49ers de ese año ha sido aclamada como una de las mejores de todos los tiempos, con jugadores como Steve Young, Jerry Rice, Brent Jones, John Taylor, William Floyd y Ricky Watters que anotaron grandes cantidades de puntos. Sus años bajo el mando de Seifert lo colocaron en el árbol de entrenadores de Bill Walsh.

### Denver Broncos
El éxito de Shanahan con los 49ers le concedió un puesto como entrenador en jefe una vez más, esta vez en Denver con los Broncos iniciando en la temporada de 1995. Shanahan llevó a Elway y los Broncos a dos títulos en el Super Bowl después de las temporadas de 1997 y 1998, tiempo durante el cual establecieron un récord de victorias en dos temporadas. Fue el último entrenador en ganar dos títulos consecutivos hasta que Bill Belichick lo hiciera con los New England Patriots en las temporadas de 2003 y 2004. Durante las temporadas de 1996 a 1998, los Broncos establecieron el récord de la NFL de victorias en un periodo de 3 años. Los Broncos de 1998 ganaron sus 13 primeros juegos y terminaron con una marca de 14-2. Shanahan, siguiendo las sugerencias de su gurú ofensivo Bill Walsh, fue muy conocido por seleccionar las 15 primeras jugadas ofensivas del partido, y ayudó a los Broncos del '98 a establecer un récord de la NFL por mayor cantidad de puntos anotados en el primer cuarto en una temporada. El equipo es considerado frecuentemente uno de los mejores en la historia del deporte. 
El entrenador es conocido por desarrollar una variación de ataque por tierra de la ofensiva de la Costa Oeste que entrenó en San Francisco. Frecuentemente ha seleccionado corredores poco conocidos en las rondas finales del daft y los ha convertido en líderes corredores de la liga detrás de líneas ofensivas pequeñas pero fuertes. Ejemplos de este fenómeno son Terrell Davis, Mike Anderson, Clinton Portis, Olandis Gary, Reuben Droughns y Tatum Bell, todos los cuales han tenido al menos una temporada de más de 1000 yardas vistiendo el uniforme de Denver en los últimos 10 años. Sin embargo, los riesgos que ha tomado Shanahan en el draft no siempre han dado frutos. En la tercera ronda del Draft de la NFL de 2005, Shanahan seleccionó a un corredor llamado Maurice Clarett, que terminó siendo cortado del equipo durante la pretemporada.
Shanahan tuvo que encarar las críticas por no poder conseguir una victoria en playoffs desde el retiro de Elway y el fin de la carrera de Terrell Davis por causa de las lesiones. La sequía de playoffs terminó el 14 de enero de 2006 cuando los Broncos derrotaron al bicampeón defensor, los New England Patriots, en un juego Divisional de la AFC en el Invesco Field at Mile High. A pesar de la solitaria victoria en postemporada en un periodo de 8 años, Shanahan aún ha tenio que desairar las críticas que lo acusan de no valorar a sus jugadores, y de ser demasiado rápido para culpar a otros por los errores de los Broncos. Estuvo bajo fuego otra vez en 2006 cuando reemplazó a Jake Plummer con el novato Jay Cutler en mitad de lo que era, hasta ese punto (la semana 12), posiblemente una temporada de playoffs. Finalmente no pasaron a la postemporada, al ser derrotados en la última semana por San Francisco en tiempo extra.
El 30 de diciembre de 2008, Shanahan fue despedido por la dirección de los Denver Broncos por haber fracasado en su lucha por llevar a los Broncos a los playoffs por tercer año consecutivo, desperdiciando este año una ventaja de tres partidos sobre San Diego.
Con la ayuda del escritor Adam Schefter, Shanahan escribió "Think Like a Champion" ("Piensa como un Campeón"), un libro motivacional acerca del liderazgo, en 1999. Fue publicado por la editorial HarperCollins.

### Washington Redskins
El 5 de enero de 2010, Shanahan fue contratado como entrenador en jefe y vicepresidente ejecutivo de operaciones de fútbol americano por los Washington Redskins. Shanahan firmó un contrato por cinco años y 35 millones de dólares.

## Marca como entrenador en jefe
| Equipo    | Temporada | Temporada regular | Temporada regular | Temporada regular | Temporada regular | Temporada regular   | Playoffs | Playoffs | Playoffs | Playoffs                                                                   |
| Equipo    | Temporada | PG                | PP                | PE                | % PG              | Lugar               | PG       | PP       | % PG     | Resultado                                                                  |
| --------- | --------- | ----------------- | ----------------- | ----------------- | ----------------- | ------------------- | -------- | -------- | -------- | -------------------------------------------------------------------------- |
| LAR       | 1988      | 7                 | 9                 | 0                 | .438              | 3.o en la AFC Oeste | -        | -        | -        | -                                                                          |
| LAR       | 1989      | 1                 | 3                 | 0                 | .250              | 3.o en la AFC Oeste | -        | -        | -        | -                                                                          |
| Total LAR | Total LAR | 8                 | 12                | 0                 | .400              |                     | -        | -        | -        |                                                                            |
| DEN       | 1995      | 8                 | 8                 | 0                 | .500              | 3.o en la AFC Oeste | -        | -        | -        | -                                                                          |
| DEN       | 1996      | 13                | 3                 | 0                 | .813              | 1.o en la AFC Oeste | 0        | 1        | .000     | Perdió ante los Jacksonville Jaguars en el Partido Divisional de la AFC.   |
| DEN       | 1997      | 12                | 4                 | 0                 | .750              | 2.o en la AFC Oeste | 4        | 0        | 1.000    | Campeón del Super Bowl XXXII                                               |
| DEN       | 1998      | 14                | 2                 | 0                 | .875              | 1.o en la AFC Oeste | 3        | 0        | 1.000    | Campeón del Super Bowl XXXIII.                                             |
| DEN       | 1999      | 6                 | 10                | 0                 | .375              | 5.o en la AFC Oeste | -        | -        | -        | -                                                                          |
| DEN       | 2000      | 11                | 5                 | 0                 | .688              | 2.o en la AFC Oeste | 0        | 1        | .000     | Perdió ante los Baltimore Ravens en el Partido de Wild-Card de la AFC.     |
| DEN       | 2001      | 8                 | 8                 | 0                 | .500              | 3.o en la AFC Oeste | -        | -        | -        | -                                                                          |
| DEN       | 2002      | 9                 | 7                 | 0                 | .563              | 2.o en la AFC Oeste | -        | -        | -        | -                                                                          |
| DEN       | 2003      | 10                | 6                 | 0                 | .625              | 2.o en la AFC Oeste | 0        | 1        | .000     | Perdió ante los Indianapolis Colts en el Partido de Wild-Card de la AFC.   |
| DEN       | 2004      | 10                | 6                 | 0                 | .625              | 2.o en la AFC Oeste | 0        | 1        | .000     | Perdió ante los Indianapolis Colts en el Partido de Wild-Card de la AFC.   |
| DEN       | 2005      | 13                | 3                 | 0                 | .813              | 1.o en la AFC Oeste | 1        | 1        | .500     | Perdió ante los Pittsburgh Steelers en el Partido de Campeonato de la AFC. |
| DEN       | 2006      | 9                 | 7                 | 0                 | .563              | 3.o en la AFC Oeste | -        | -        | -        | -                                                                          |
| DEN       | 2007      | 7                 | 9                 | 0                 | .438              | 2.o en la AFC Oeste | -        | -        | -        | -                                                                          |
| DEN       | 2008      | 8                 | 8                 | 0                 | .500              | 2.o en la AFC Oeste | -        | -        | -        | -                                                                          |
| Total DEN | Total DEN | 138               | 86                | 0                 | .616              | -                   | 8        | 5        | .615     |                                                                            |
| WAS       | 2010      | 6                 | 10                | 0                 | .375              | 4.o en la NFC Este  | -        | -        | -        | -                                                                          |
| WAS       | 2011      | 5                 | 11                | 0                 | .313              | 4.o en la NFC Este  | -        | -        | -        | -                                                                          |
| WAS       | 2012      | 10                | 6                 | 0                 | .625              | 1.o en la NFC Este  | 0        | 1        | .000     | Perdió ante los Seattle Seahawks en el Partido de Wild-Card de la NFC.     |
| WAS       | 2013      | 3                 | 13                | 0                 | .188              | 4.o en la NFC Este  | -        | -        | -        | -                                                                          |
| Total WAS | Total WAS | 24                | 40                | 0                 | .375              |                     | 0        | 1        | .000     |                                                                            |
| Total     | Total     | 170               | 138               | 0                 | .552              | -                   | 8        | 6        | .571     |                                                                            |

## Logros
- Es uno de los cuatro entrenadores que han pasado al menos 10 temporadas con un equipo, y en ese periodo ha tenido más campeonatos ganados que temporadas perdedoras: Paul Brown con Cleveland (17 temporadas, 3 campeonatos, una temporada perdedora, miembro del Salón de la Fama), Joe Gibbs con Washington (14 temporadas, 3 campeonatos, dos temporadas perdedoras, miembro del Salón de la Fama), John Madden con Oakland (10 temporadas, un campeonato, sin temporadas perdedoras, miembro del Salón de la Fama) y Mike Shanahan con los Broncos (11 temporadas, 2 campeonatos, 1 temporada perdedora).

- Contabilizó la mayor cantidad de victorias en la historia del fútbol americano profesional en un periodo de 3 años (46 entre 1996 y 1998).

- Mayor cantidad de juegos de postemporada ganados en un periodo de 2 años en la historia (siete, 1997-1998).

- Permanecer invicto por 3 temporadas regulares consecutivas (1996-1998) en casa, el segundo equipo de todos los tiempos que permanece sin ser derrotado y sin empatar en casa en tres años consecutivos.

- En 2004, se unió al exclusivo club de entrenadores en jefe en conseguir 100 victorias en sus primeras 10 temporadas con un equipo, terminando la campaña y la década empatado en cuarto lugar en esta impresionante lista de 12 entrenadores, seis de los cuales están dentro del Salón de la Fama.

- Junto con Vince Lombardi, Don Shula, Chuck Noll, Jimmy Johnson y Bill Belichick, los únicos seis entrenadores en ganar Super Bowls consecutivos.

- Es el primer entrenador en la historia en ganar dos títulos de Super Bowl en sus primeros 4 años dirigiendo a un equipo, y es el único entrenador en haber dirigido dos equipos diferentes con una temporada de más de 500 puntos (los Broncos de 1998 anotaron 501 puntos, y la ofensiva de Shanahan de San Francisco en 1994 anotó 505). La marca de los 500 puntos sólo ha sido alcanzada ocho veces en total en la historia del fútbol americano profesional.

- Mayor porcentaje de victorias en la historia de Denver (646).

- Shanahan es uno de los cinco entrenadores en la historia del deporte en conseguir cuatro victorias en una sola postemporada junto con Tom Flores, Brian Billick, Bill Cowher y Tony Dungy.

- Único entrenador con siete victorias en playoffs en un periodo de dos años.

- El récord de todos los tiempos de 636 puntos en una temporada fue establecido por los campeones mundiales de 1994, los San Francisco 49ers, equipo del que Shanahan era el coordinador ofensivo.

- Durante su carrera en la NFL, Shanahan ha sido parte de equipos que han jugado 10 Campeonatos de Conferencia de la AFC o de la NFC, además de sus seis apariciones en Super Bowls, 5 con Denver y el Super Bowl XXIX con San Francisco.